# Nyassachromis purpurans
Nyassachromis purpurans е вид лъчеперка от семейство Цихлиди (Cichlidae).

## Разпространение
Видът е разпространен в Малави.